# Fontenay (Vosges)
Fontenay település Franciaországban, Vosges megyében. Lakosainak száma 471 fő (2022. január 1.). Fontenay Méménil, Le Roulier, Aydoilles, Dompierre és Girecourt-sur-Durbion községekkel határos.

## Népesség
A település népességének változása:
| Lakosok száma | 521  | 492  | 498  | 468  | 464  | 458  | 462  | 467  | 471  |
|               | 2013 | 2015 | 2016 | 2017 | 2018 | 2019 | 2020 | 2021 | 2022 |